# Ayuntamiento de Búfalo
El Ayuntamiento de Búfalo es el ayuntamiento de la ciudad de Búfalo, Estados Unidos. Situado en el 65 de Niagara Square, este edificio de 32 plantas de estilo art déco se completó en 1931 y fue diseñado por Dietel, Wade & Jones.
Con 115 m de altura o 121 m de altura de antena, es uno de los ayuntamientos más altos de los Estados Unidos y también uno de los edificios más altos del oeste del estado de Nueva York. El edificio fue diseñado por el arquitecto John Wade con la ayuda de George Dietel. Los frisos fueron esculpidos por Albert Stewart y las esculturas realizadas por Rene Paul Chambellan.
Fue incluido en el Registro Nacional de Lugares Históricos en 1999.

## Construcción

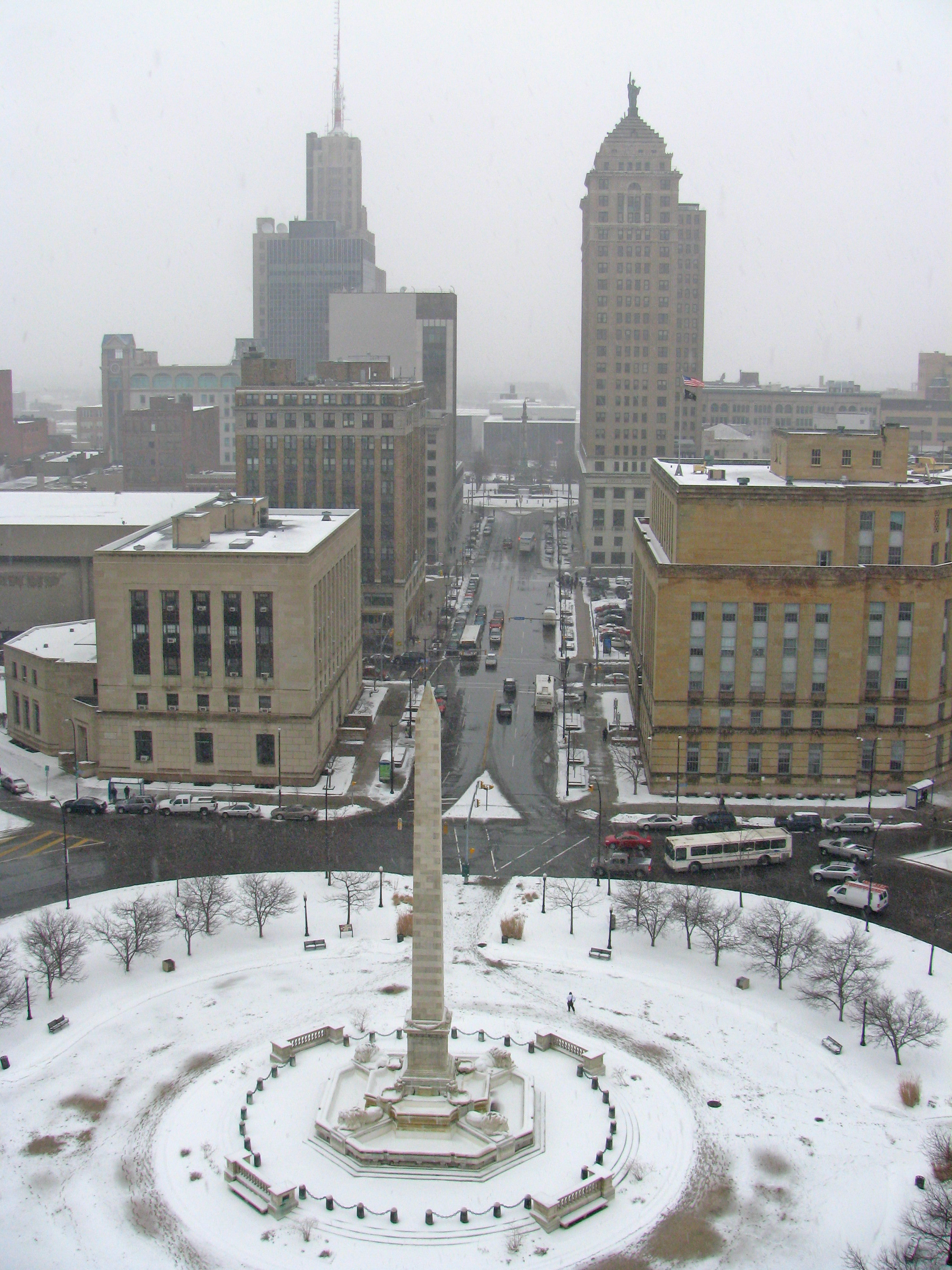
Vista de Niagara Square en primer plano y Lafayette Square en el fondo desde el Ayuntamiento de Búfalo durante una nevada.

El Ayuntamiento fue construido por la John W. Cowper Company, la misma empresa que construyó el Statler Hotel y el Buffalo Athletic Club, también en Niagara Square. El coste de la construcción del Ayuntamiento fue de 6 851 546,85 dólares (94,1 millones de dólares actuales) incluidos los honorarios de los arquitectos, lo que le hace uno de los ayuntamientos más costosos de los Estados Unidos.
El 16 de septiembre de 1929 empezaron las obras en el solar y el 14 de mayo de 1930 se puso la primera piedra. El edificio se completó el 10 de noviembre de 1931, aunque ya había partes del edificio ocupadas desde septiembre de 1931. El edificio fue inaugurado oficialmente en julio de 1932. Anteriormente, las oficinas del ayuntamiento se situaban en el County and City Hall.
En verano de 2006, empezaron renovaciones a partir de la planta 13 del Ayuntamiento de Búfalo para sustituir los focos; tres años antes, habían empezado renovaciones en el ala sur del edificio.

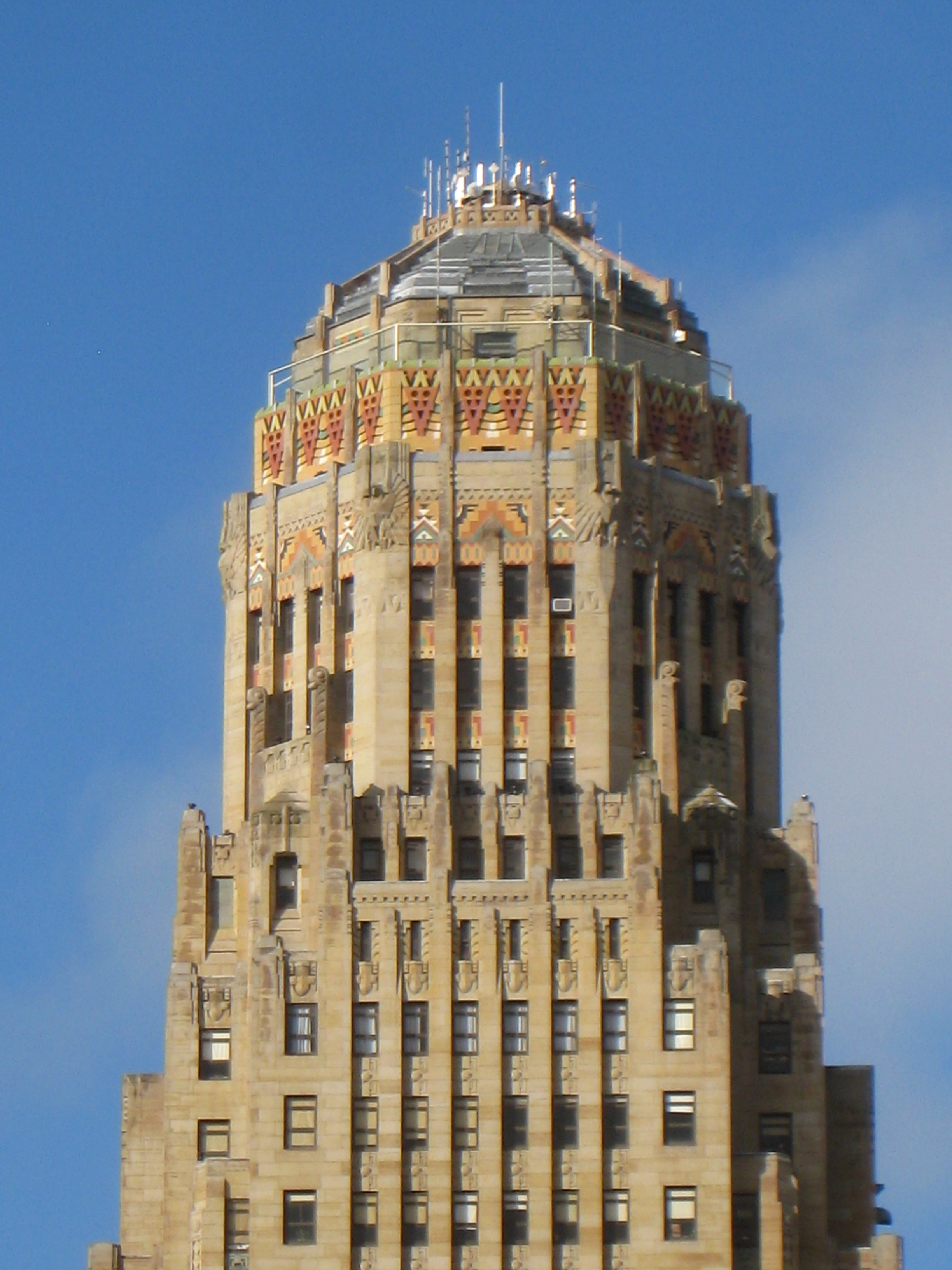
Detalle de la torre.

Con 32 plantas, de las cuales 26 contienen espacio de oficinas utilizable, fue el edificio más alto de Búfalo hasta que en 1970 se construyó la Seneca One Tower. La superficie total del Ayuntamiento es de 52 612 m² y la superficie de la parcela de Niagara Square es de 6659 m². Hay 1520 ventanas entre la primera planta y la 25. Todas ellas se abren hacia dentro, lo que hace que no sean necesarios limpiacristales. Se tarda aproximadamente diez días para limpiarlas todas. Hay ocho ascensores a la planta 13 y cuatro a la planta 25. Curtis Elevator Company suministró los primeros ascensores, aunque posteriormente Otis Elevator Company proporcionó otros ascensores.
Hay 5000 enchufes eléctricos, 5400 conmutadores y 21 ventiladores, 170 km de cables de cobre que pesa 43 toneladas y 76 km o 180 toneladas de tuberías, así como 42 km de conductos bajo el suelo. Hay 138 o 143 relojes (según distintas fuentes) regulados por un reloj maestro en el sótano y 37 centrales de alarmas de incendio distribuidas por todo el edificio.
Originalmente tenía 375 teléfonos y una centralita maestra. 369 focos con una potencia media de 350 candelas iluminan el exterior del edificio desde el anochecer hasta medianoche.
El Ayuntamiento fue diseñado y construido con un sistema de aire acondicionado que no consumía electricidad y se aprovechaba de los fuertes vientos desde el Lago Erie. Se colocaron grandes rejillas en el lado este del edificio para capturar el viento, que viajaba hacia abajo por conductos hasta debajo del sótano, donde era enfriado por el suelo. Este aire enfriado era entonces ventilado por todo el edificio. Los vientos procedentes del lago eran usualmente lo suficientemente fuertes para ventilar el edificio con este sistema.

## Galería de imágenes

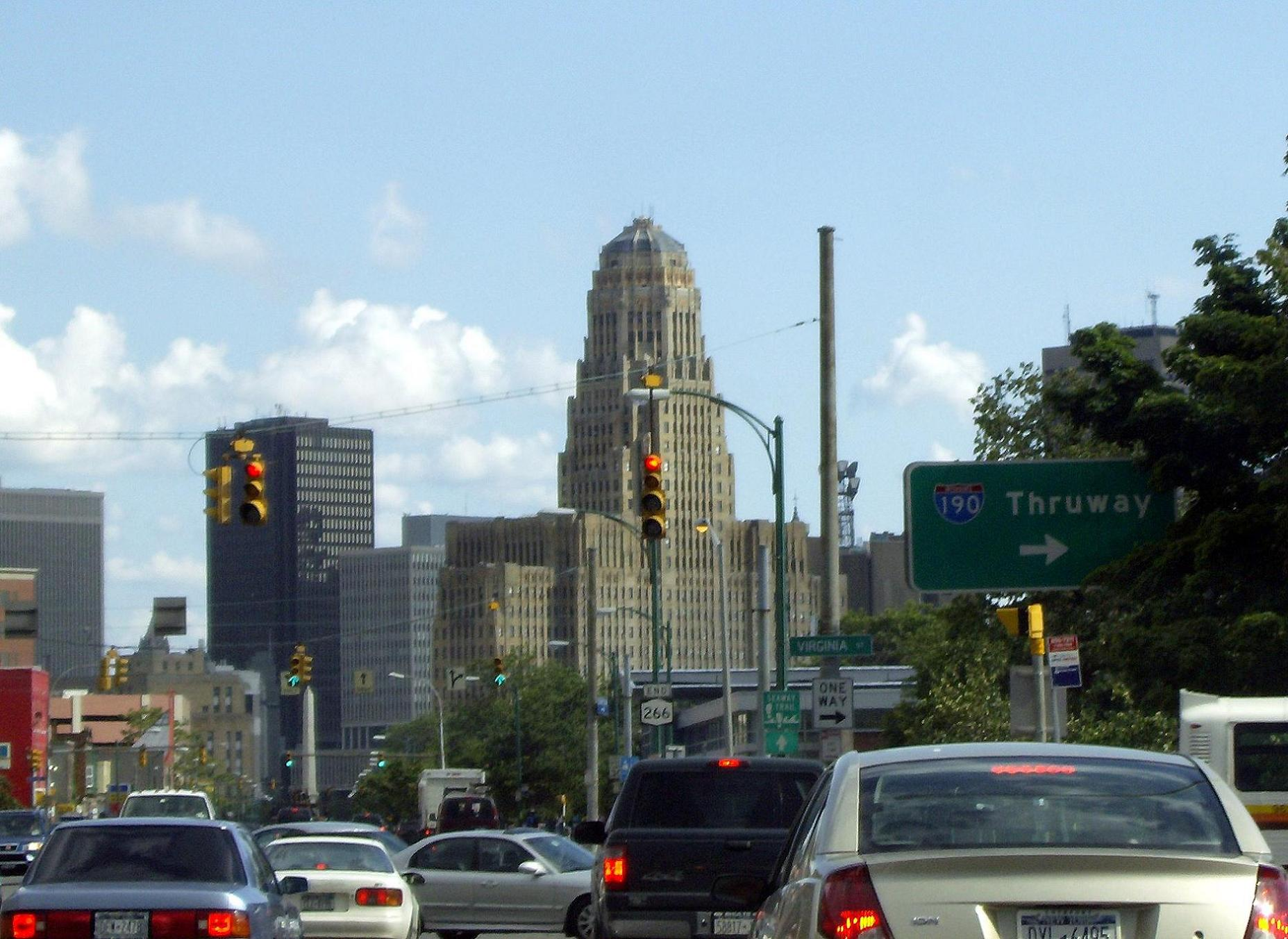
El Ayuntamiento domina el skyline de Búfalo.
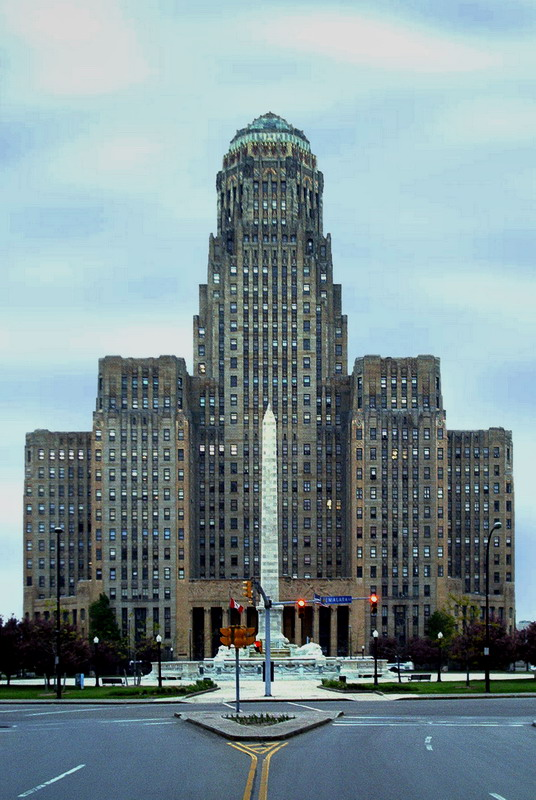
El Ayuntamiento de Búfalo en 2004.
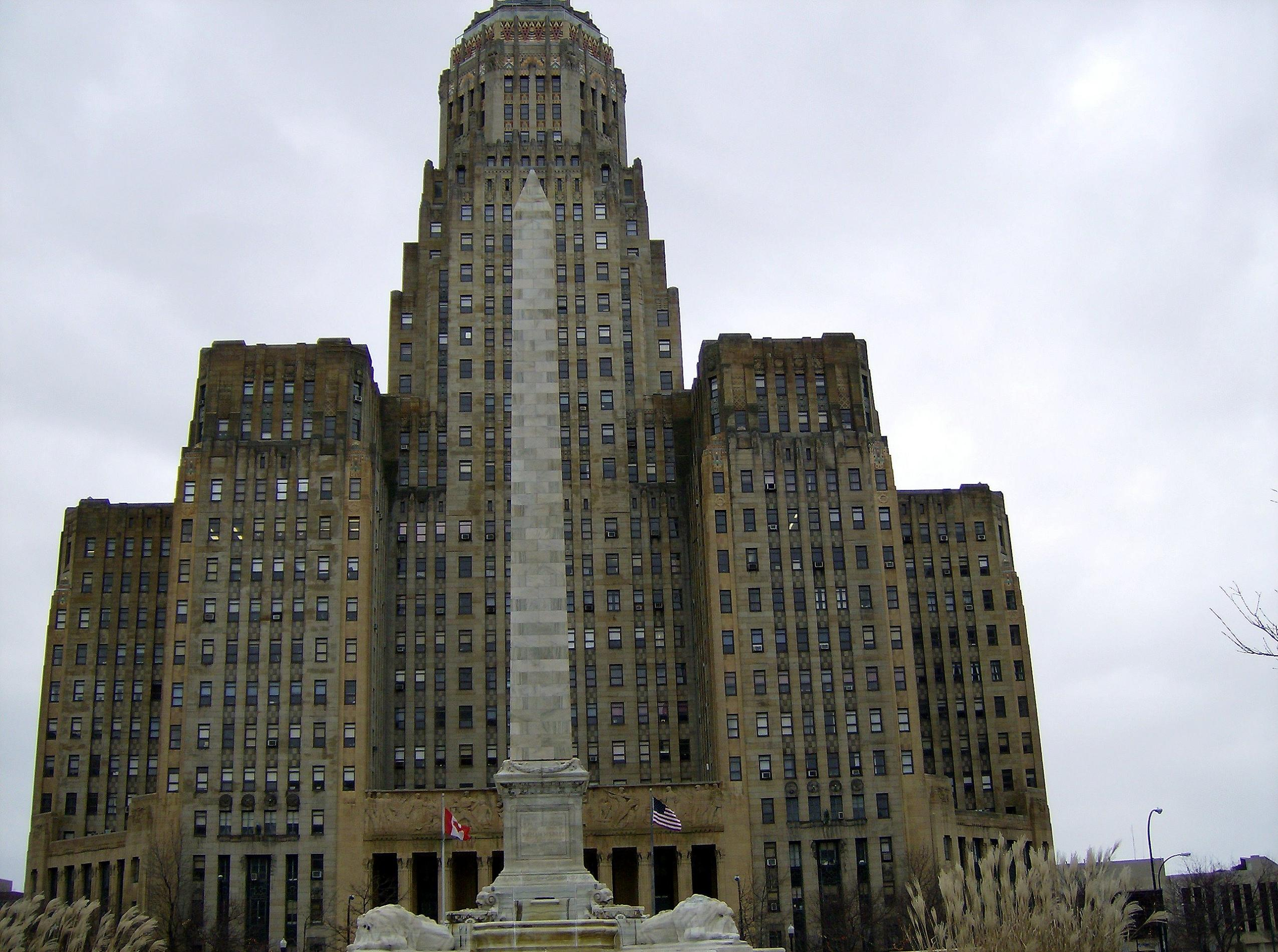
El Ayuntamiento y los Leones de Niagara Square y el Monumento a McKinley.
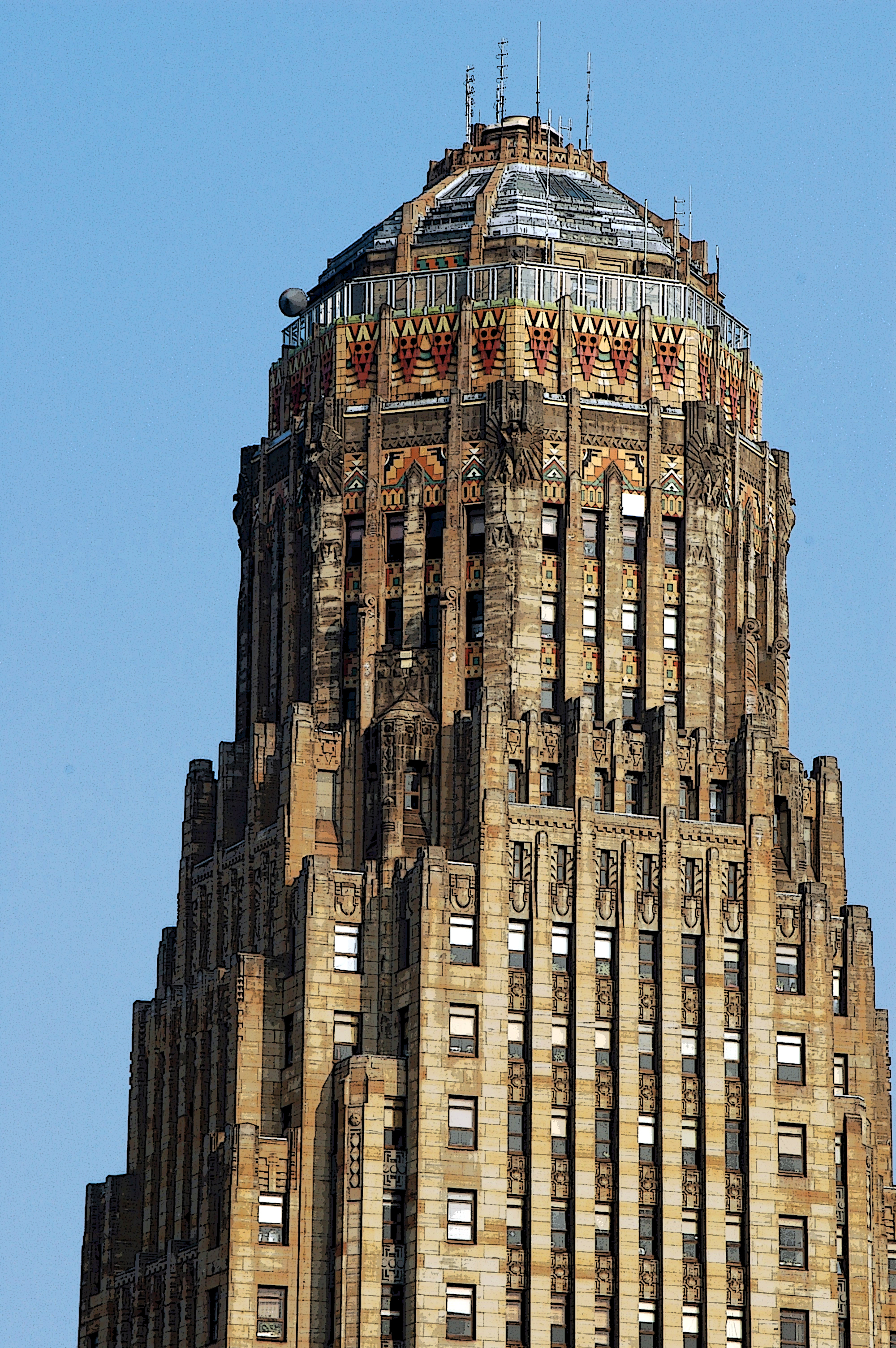
Vista de las plantas superiores y los paneles de estilo art déco.
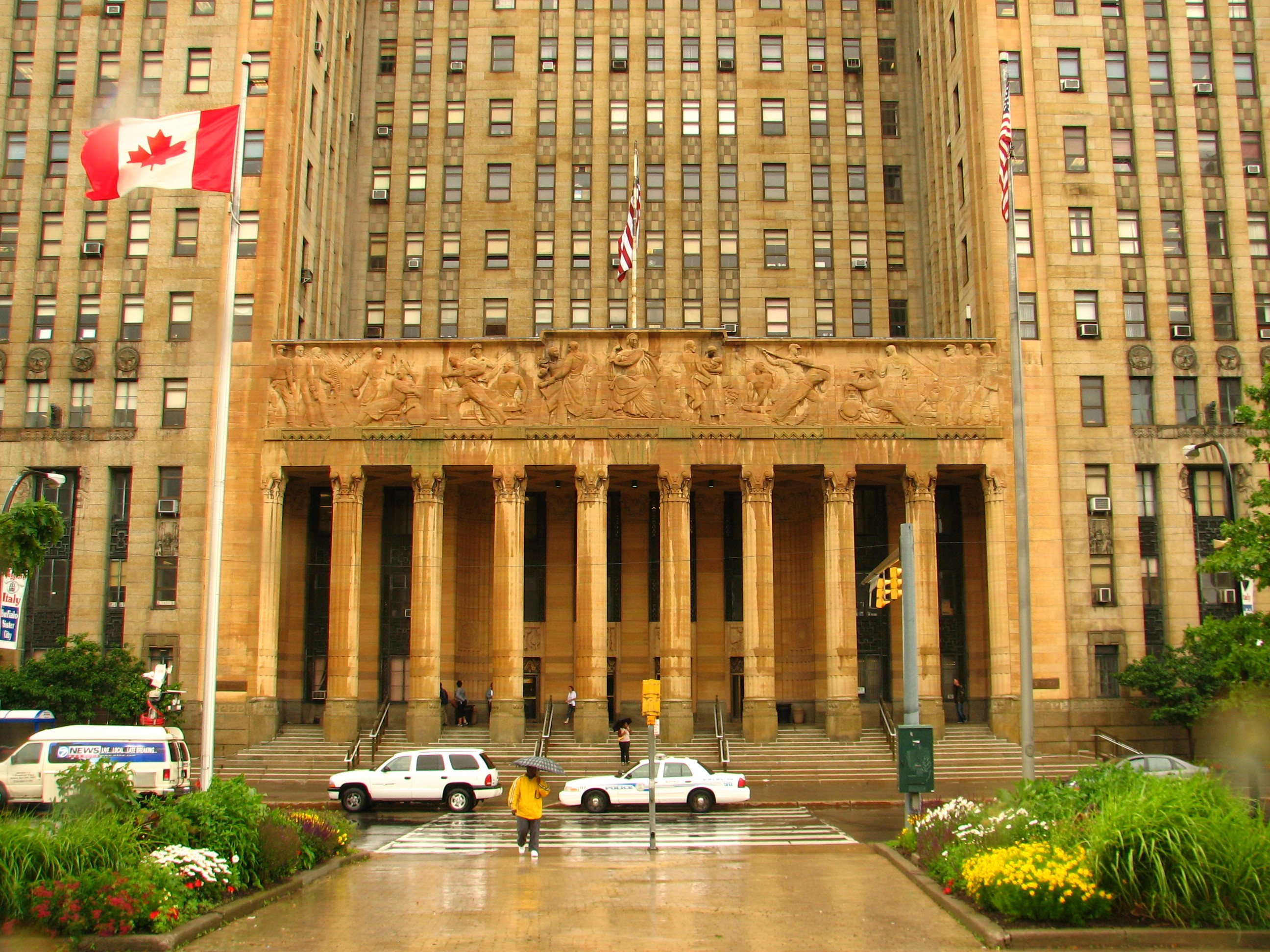
Esculturas en relieve sobre la entrada frontal.
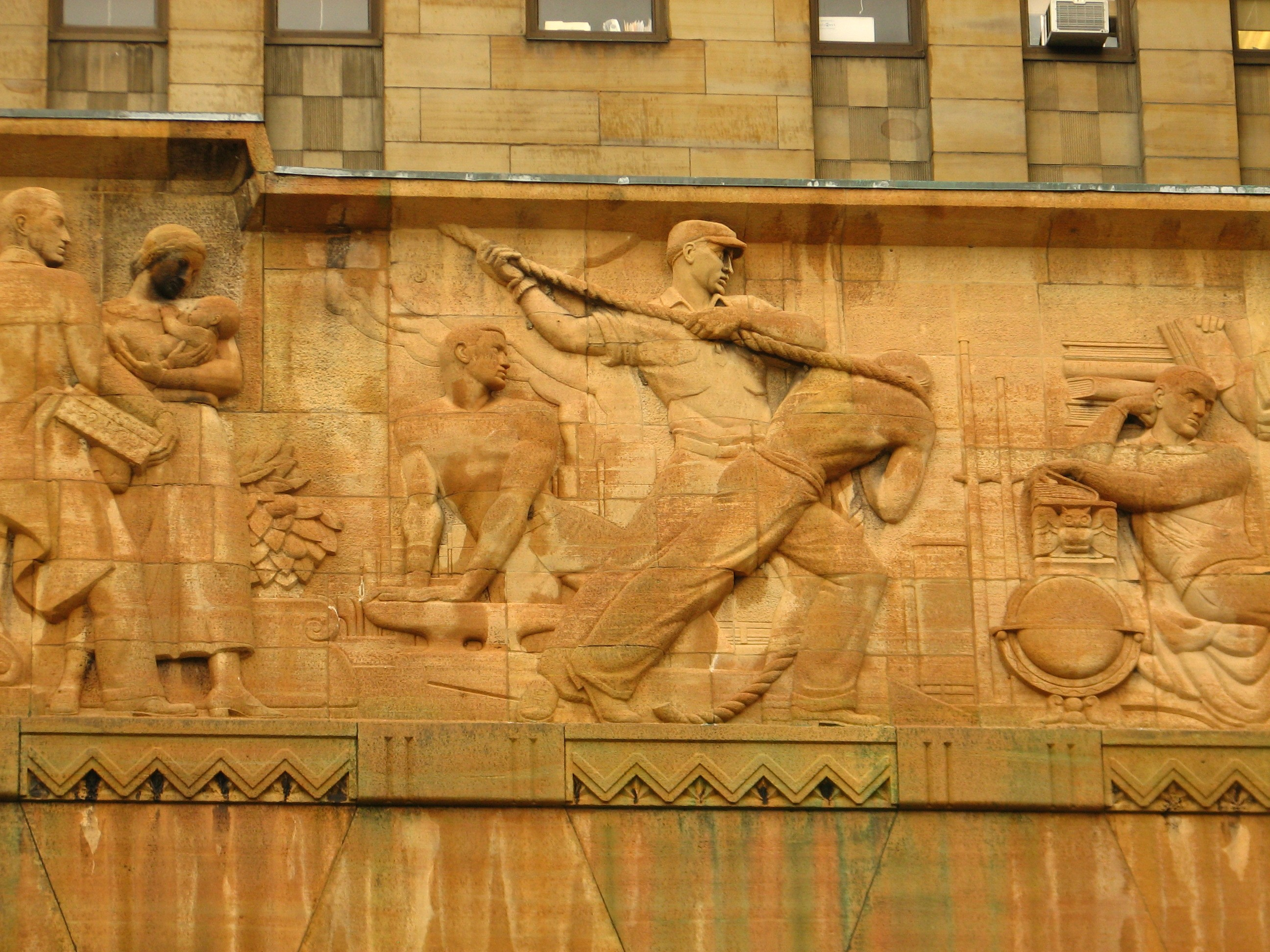
Detalle de las esculturas en relieve de la entrada.
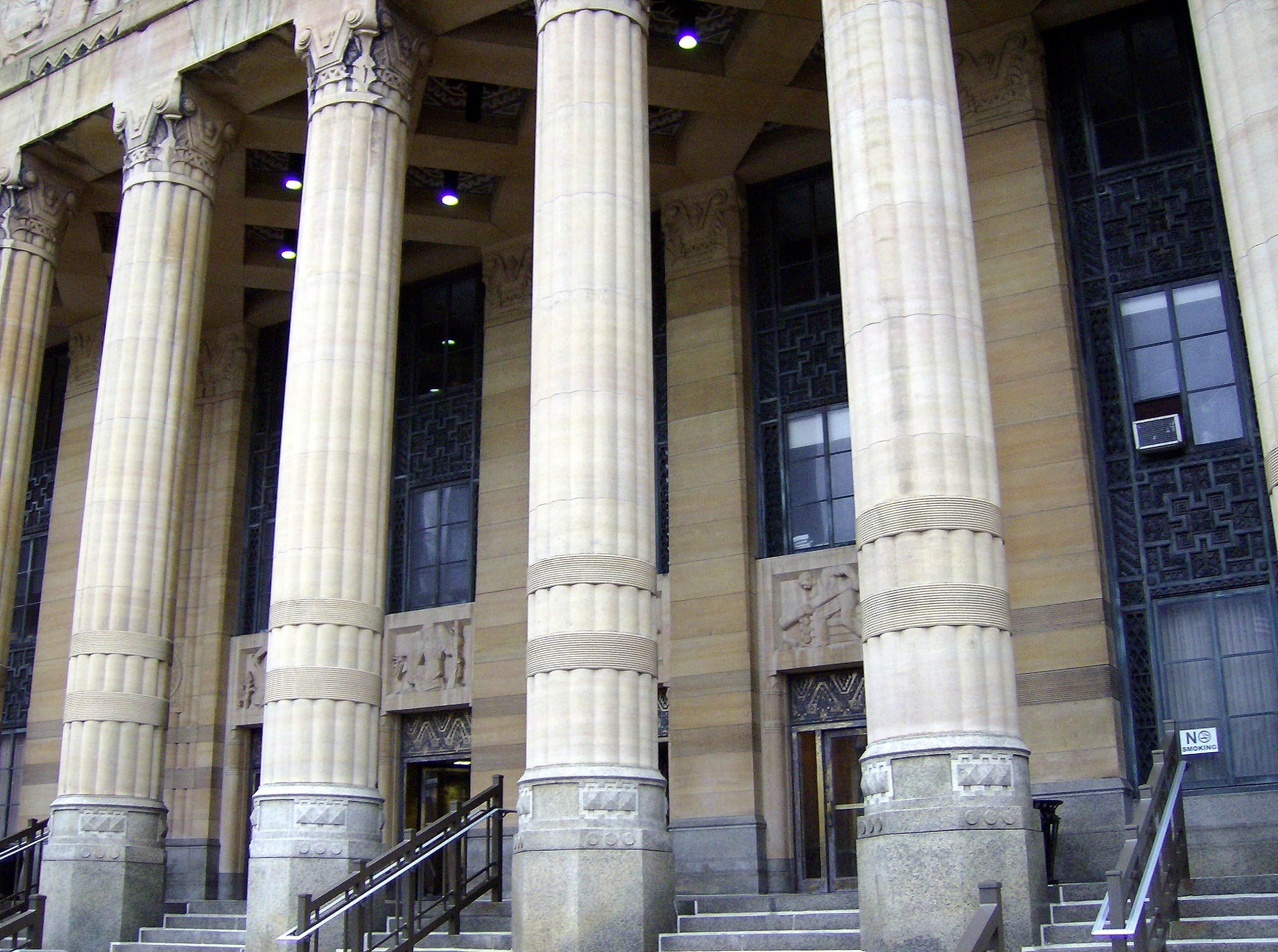
El Ayuntamiento está plagado de relieves.
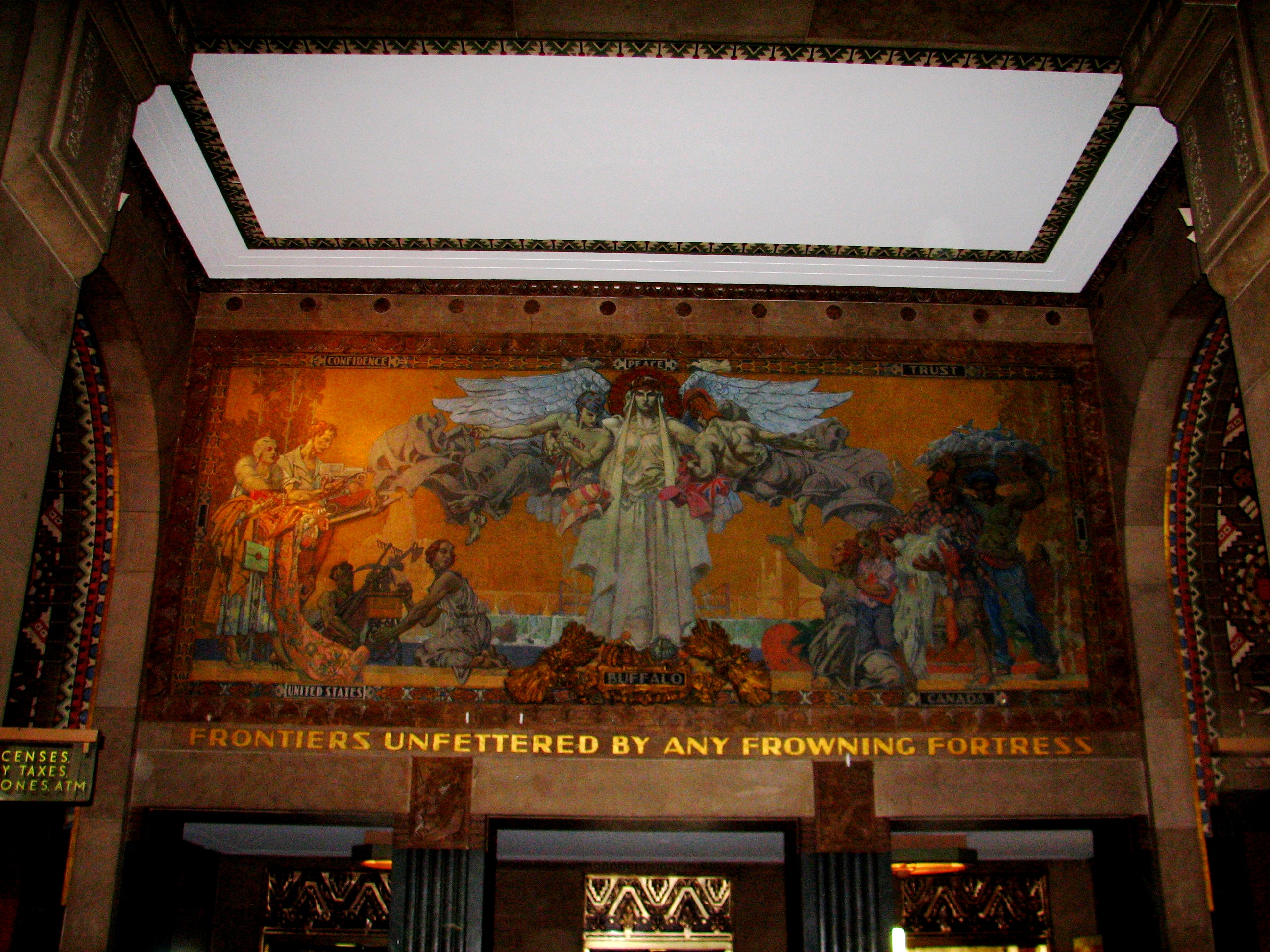
Mural de William de Leftwich Dodge en el lado este del hall de la entrada principal.
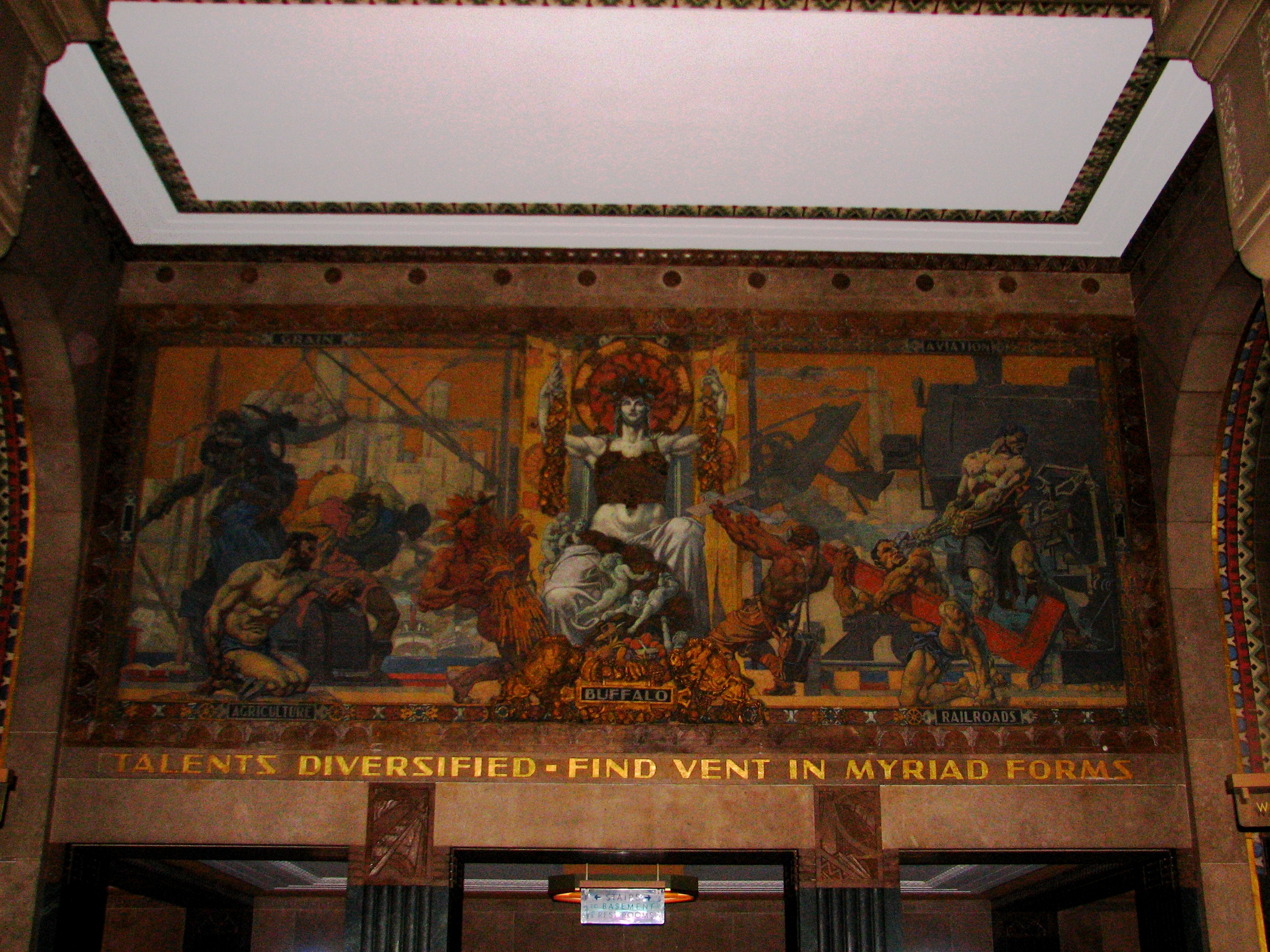
Mural de William de Leftwich Dodge en el lado oeste del hall de la entrada principal
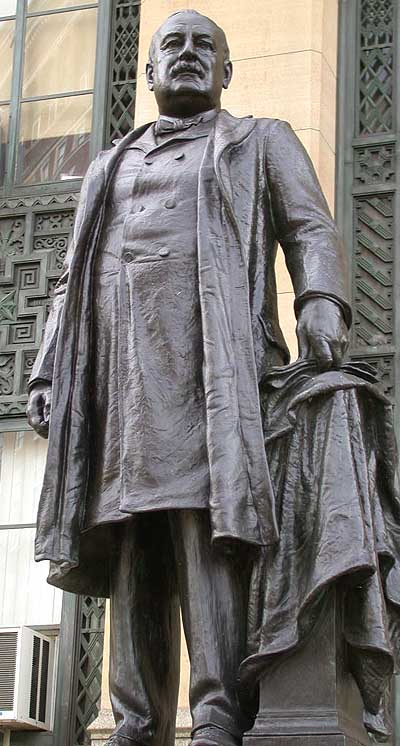
Estatua del Presidente Grover Cleveland, antiguo alcalde de Búfalo, en la esquina noreste del edificio.
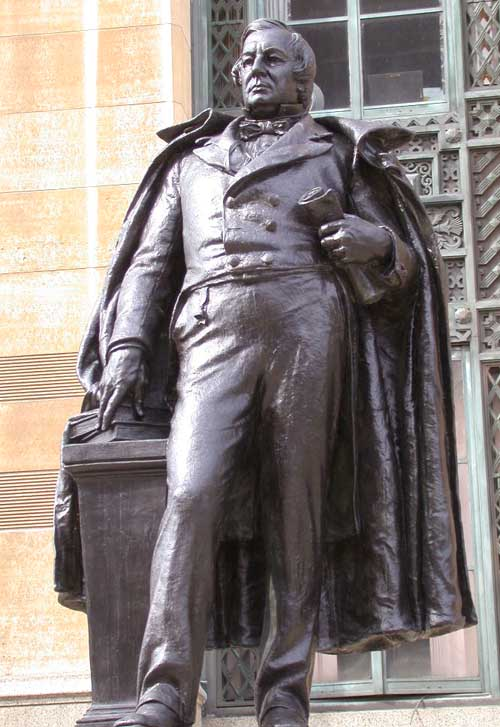
Estatua del Presidente Millard Fillmore, originario de Búfalo, en la esquina sudeste del edificio.
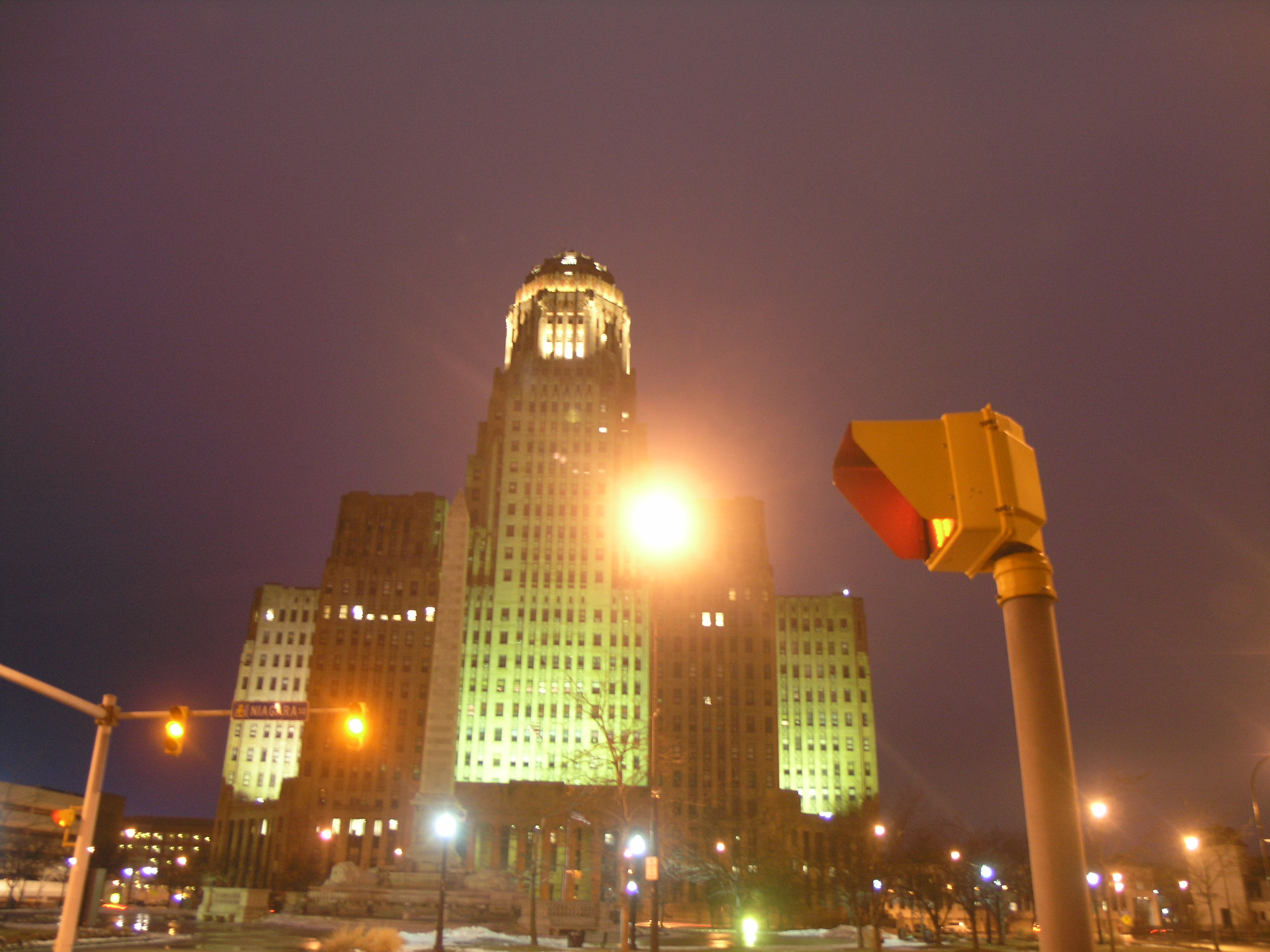
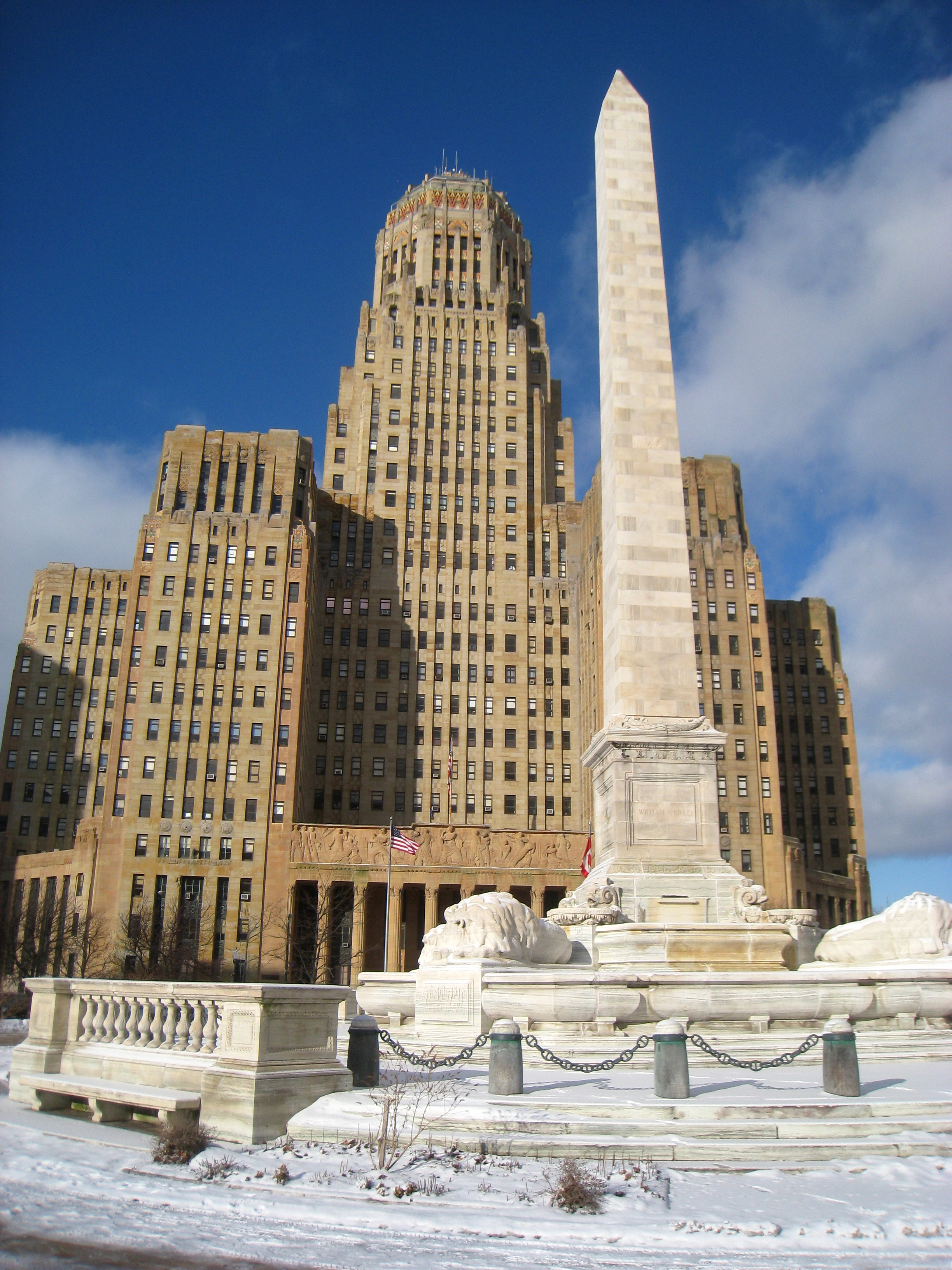
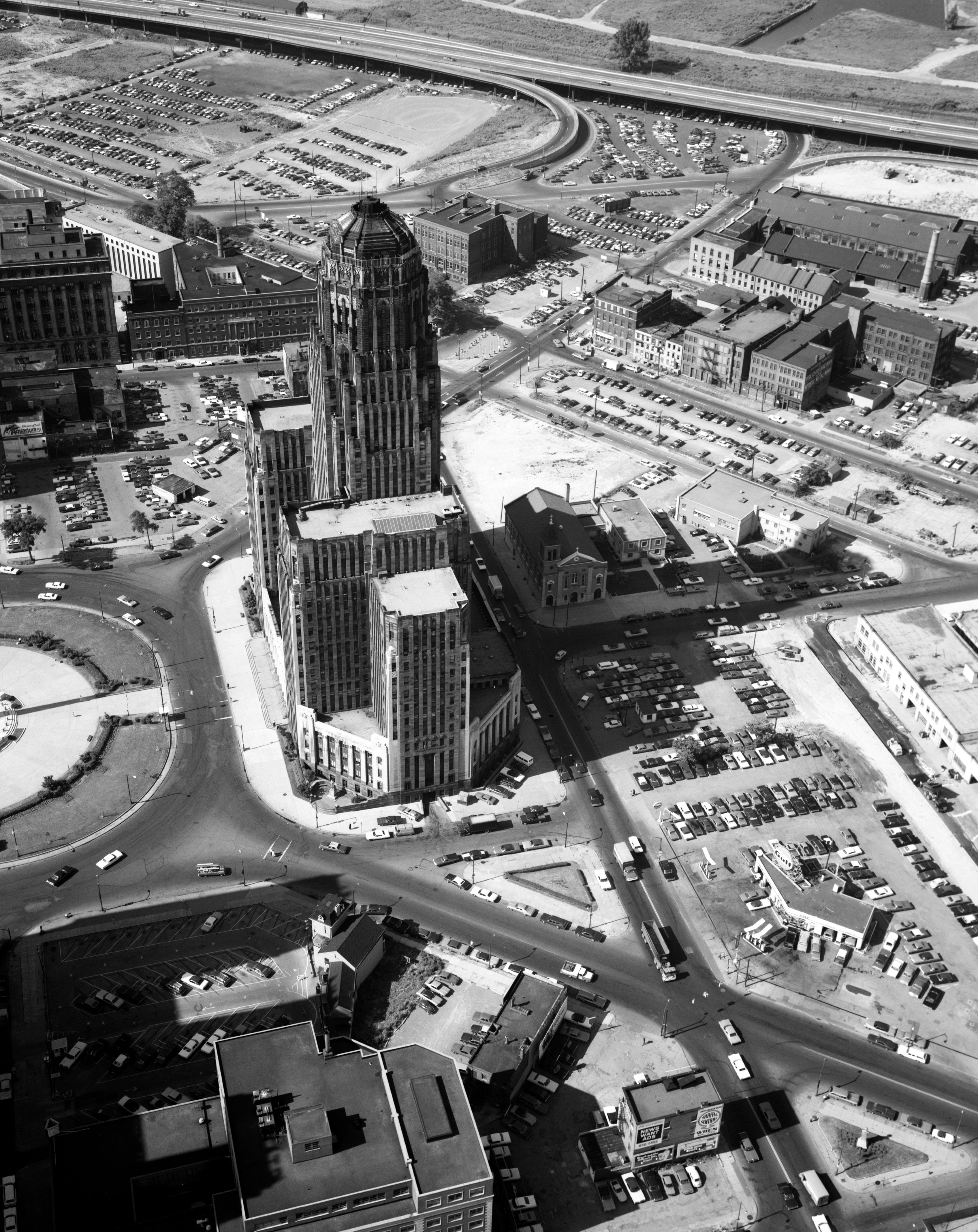
Vista aérea tomada en 1971.